# Acqua Bene Comune
 (mars 2025).
 (avril 2025).
Acqua Bene Comune Napoli (acronyme ABC Napoli ) est une société spécialisée dans la gestion de l'eau de la municipalité de Naples.

## Histoire
L'aqueduc napolitain est inauguré en 1885, à la suite de l'épidémie de choléra de 1884. En 1963, le service des eaux de la ville est municipalisé et AMAN (Agence municipale de l'aqueduc de Naples) naît. Le nom ARIN ( Naples Water Resources Company ) naît en 1996, lorsque l'entreprise se spécialise. En 2001, elle devient une société par actions. Finalement, en 2013, elle prend le nouveau nom de Société Spéciale ABC Napoli (Bien Commun Eau).
Depuis 2021, ABC Napoli est publique - sujette au contrôle de la municipalité de Naples. Elle gère l'approvisionnement et la distribution d'eau potable ainsi que le service d'assainissement de la municipalité de Naples,.

## Organisation
ABC Napoli Azienda speciale (anciennement Arin SpA) est aujourd'hui l'une des plus grandes sociétés de gestion des ressources en eau des Suds.
Elle dessert directement près d'un million de personnes dans la zone urbaine de Naples, et indirectement (en sous-distribution) près de 900 000 personnes résidant dans les provinces d'Avellino, Bénévent, Naples et Caserte.

## Liens
1. ↑  ABC Napoli, « ABC Napoli sito web ufficiale » [archive du 1 giugno 2023]
2. ↑   [vidéo] « Intervista al giudice costituzionale Paolo Maddalena » [archive du 24 marzo 2020], Byoblu

## Entrées connexes
- Asie
- Sarno (rivière)
- Sebeto